# Rötlspitze
Die Rötlspitze – in der Schweiz: Piz Cotschen oder Rötlspitz, auch Punta Rosa – ist ein 3026 m ü. M. hoher Berg im Grenzgebiet des Schweizer Kantons Graubünden zur italienischen Provinz Südtirol.
Alle Namen bedeuten dasselbe, sie verweisen jeweils auf das rötliche Gestein des Gipfels (Cotschen zu lateinisch coccinus, „scharlachrot“).

## Lage und Umgebung
Die Rötlspitze ist der höchste Berg des Chavalatschkamms, eines in Nord-Süd-Richtung verlaufenden Gebirgskammes, der die Grenze zwischen der Schweiz im Westen und Italien im Osten bildet. Nach der Alpenvereinseinteilung der Ostalpen wird dieser Kamm und damit auch die Rötlspitze den Ortler-Alpen zugerechnet, auch wenn dies im allgemeinen Sprachgebrauch meist nicht so gehandhabt wird. Der Hauptgipfel befindet sich zur Gänze auf Schweizer Gebiet; die Grenze zu Italien und damit auch zum Nationalpark Stilfserjoch verläuft etwa 150 Meter östlich über einen 3020 m hohen Vorgipfel.
Der Hauptgipfel liegt 385 Meter westlich des Grenzpasses Sella da Piz Cotschen (2923 m ü. M.) und 1440 Meter nördlich des Stilfser Jochs (2757 m s.l.m.), einem Übergang zwischen Südtirol und der Provinz Sondrio (Lombardei).
Im Westen des Berges liegt das Val Muranza, im Norden das Val Costainas, ein Seitental des Val Muranza. Im Osten liegt das italienische Trafoital. Nachbarberg im Nordwesten ist der 2955 m hohe Piz Stabels, im Nordosten liegt die 2933 m hohe Korspitze (Col di Quaira). Im Süden liegt oberhalb des Stilfser Jochs die Dreisprachenspitze (Cima Garibaldi, Piz da las Trais Linguas, 2843 m).

## Wege zum Gipfel
Zum Gipfel führen mehrere unschwierige Anstiege. Vom Stilfser Joch aus ist die Rötlspitze über die Dreisprachenspitze in etwa einer Stunde erreichbar. Eine Variante führt vom Stilfser Joch zum Seejoch zwischen Rötlspitze und Korspitze und dann über den Ostgrat zum Gipfel.